# JADES-GS-z14-0
JADES-GS-z14-0 là một thiên hà Lyman-break có vị trí biểu kiến thuộc chòm sao Thiên Lô, được phát hiện nhờ vào Kính thiên văn Không gian James Webb. Với độ dịch chuyển đỏ là 14,32, tương ứng với thời điểm khoảng 290–300 triệu năm sau Vụ Nổ Lớn, JADES-GS-z14-0 trở thành thiên hà xa nhất và cổ xưa nhất được biết đến tính đến năm 2024.
Bên cạnh JADES-GS-z14-0, thiên hà JADES-GS-z14-1 cũng được phát hiện với độ dịch chuyển đỏ là 13,90, đứng thứ hai trong danh sách các thiên thể xa nhất đã được quan sát.

## Thiên hà cực sáng
JADES-GS-z14-0 được quan sát bằng Máy quang phổ hồng ngoại gần (NIRSpec) của kính viễn vọng James Webb vào năm 2024, với độ dịch chuyển đỏ đo được là 14,32. Thiên hà này trải rộng hơn 1600 năm ánh sáng với độ sáng cực lớn, mà nguồn sáng của nó chủ yếu đến từ các ngôi sao trẻ chứ không phải từ bức xạ của một lỗ đen siêu khối lượng đang phát triển. Những quan sát về JADES-GS-z14-0 bổ sung thêm bằng chứng cho thấy một quần thể thiên hà sáng và lớn đã tồn tại chưa đầy 300 triệu năm sau Vụ Nổ Lớn. Từ những quan sát trên, các tác giả nghiên cứu cho biết, JADES-GS-z14-0 không giống với các thiên hà mà các mô hình lý thuyết hiện tại và mô phỏng máy tính dự đoán là tồn tại trong vũ trụ sơ khai.

## Phát hiện oxy

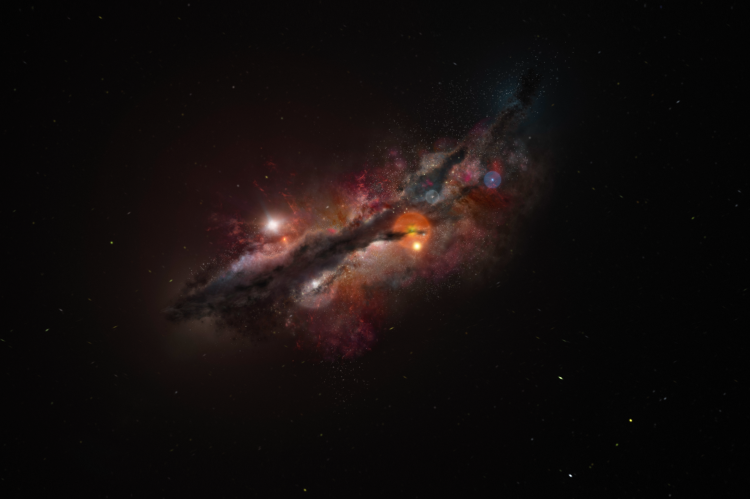
Tranh mô phỏng thiên hà JADES-GS-z14-0 từ EOS

Vào tháng 3 năm 2025, hai nhóm nhà thiên văn học khác nhau đã phát hiện ra oxy trong thiên hà JADES-GS-z14-0. Phát hiện này được thực hiện bằng cách sử dụng Kính thiên văn ALMA ở sa mạc Atacama (Chile). Các ngôi sao trẻ ở giai đoạn đầu chủ yếu được cấu thành từ các nguyên tố nhẹ như hydro và heli. Theo thời gian, khi các ngôi sao tiếp tục tiến hóa, chúng sẽ tạo ra các nguyên tố nặng hơn như oxy, và giải phóng những nguyên tố này vào không gian sau khi chết, đặc biệt là trong các vụ nổ siêu tân tinh. Các nhà nghiên cứu đã nghĩ rằng, ở độ tuổi 300 triệu năm, vũ trụ vẫn còn quá trẻ để xuất hiện các thiên hà trưởng thành với các nguyên tố nặng. Tuy nhiên, hai nghiên cứu trên cho thấy rằng JADES-GS-z14-0 có số lượng nguyên tố nặng nhiều hơn khoảng 10 lần so với dự kiến. Sự hiện diện của oxy cho thấy JADES-GS-z14-0 đã trải qua quá trình hình thành nhanh chóng, thách thức các giả định trước đây về thời điểm và cách thức các thiên hà hình thành.